# 藤子不二雄FCネオ・ユートピア
藤子不二雄FCネオ・ユートピア（ふじこふじおファンサークル ネオ・ユートピア）は、1986年より活動している、藤子不二雄（藤子・F・不二雄および藤子不二雄Ⓐ）の非公認ファンサークルである。
2年間に4冊の会誌を8月と12月に発行している。「藤子不二雄FC」は省略されて呼ばれることが基本だが、「ネオユー」「NU」とも略されることが多い。

## 概要
そもそも結成の数年前まで公認のFC「ユートピア」と呼ばれる会が存在し、『コロコロコミック』に告知が掲載。『ドラえもん』ブームに乗り会員の多くは小学生で、運営は藤子スタジオと密接なファンクラブであった。約3年の活動の後、解散。
数年後、ユートピアの会員がファンクラブの復活を願って有志が立ち上げたのが非公認のFC「ネオ・ユートピア」である。藤子不二雄両人に毎号を送っていた。ファンサークルでありながら、声優への取材やインタビューに藤子系漫画の再録をするなど、同人誌でありながら中身が充実している。毎年3月には藤子不二雄Ⓐの誕生日を祝うバースデーパーティーを行う。
2009年以降は、『藤子・F・不二雄大全集』の編纂にスタッフとして携わった。

## 主な連載
映画特集
映画『ドラえもん』についての見所、スタッフへのインタビューを行う。感想として会員からの投書もある。
このコマが好きでコマっちゃう
最後の方に載ることが多い。会員から寄せられた好きなコマを紹介。基本的に1コマであるが2コマの時もある。
短編譚
藤子・F・不二雄のSF短編、藤子不二雄Ⓐブラックユーモア短編に様々な角度から光を当てていく。初めて読んだ時の感想も会員から受け付けている。
飛び出せ！感想
前号の感想、最近発行された藤子関連の出版物についての感想を会員から投書され、掲載していく。
ぼくの藤子スタジオ日記/作：たかや健二
藤子スタジオ内で起こった出来事や思い出を4ページの漫画で元アシスタントのたかや健二自身が語る。
ファンガ道ライフ/作：しらいしろう
藤子ファンにしか分からないマニアックな思い出をしらいしろうが語る。